# Papa a la huancaína
Papa a la huancaína es un entrante típico de la gastronomía peruana. Es uno de los productos gastronómicos más populares y representativos de la comida peruana. El plato también se consume en Bolivia.
Consiste en una crema amarilla cuya base es queso fresco y ají amarillo, se agrega leche evaporada y aceite para formar la consistencia semilíquida que requiere. Se sirve sobre rodajas de papas cocidas, que a su vez reposan sobre una hoja de lechuga. Para su presentación se le agrega huevo duro en rodajas y opcional aceitunas negras de botija.

## Origen
La historia más difundida es la que menciona que surge durante la construcción del Ferrocarril Central del Perú, en el tramo de Lima hacia Huancayo. El alimento de los trabajadores era preparado por mujeres huancaínas que hervían papas y las servían bañadas en una salsa de queso mezclado con ajíes y leche, que viene a ser el referido plato. Por eso el nombre de papas a la huancaína.
Otra historia más moderna menciona que este platillo se ofrecía en las estaciones del Ferrocarril Central entre Lima y Huancayo, vendiéndose a los pasajeros una comida ligera hecha de papas bañadas en una deliciosa salsa hecha de ajíes y queso. De ahí el nombre del «papas que se comen rumbo a Huancayo» que fue distorsionándose hasta llamarse papa a la huancaína.
Se debe acotar que si bien el queso y la papa se producen en la sierra del Perú, también se producen en la costa. De hecho el cultivo del ají amarillo se realizaba exclusivamente en zonas de la costa (se han encontrado restos de ají amarillo de 4000 años de antigüedad, en las zonas arqueológicas de Huaca Prieta y Ancón). Además de ello, las aceitunas que acompañan a la preparación, también proceden de la costa y no de la ciudad de Huancayo. También hay que indicar que no es el estilo de preparación de comida propio de Huancayo, en donde predominan los platos calientes hechos con carne roja, además que en las ciudades de la sierra de ese país no es común servir entrantes.

## Características

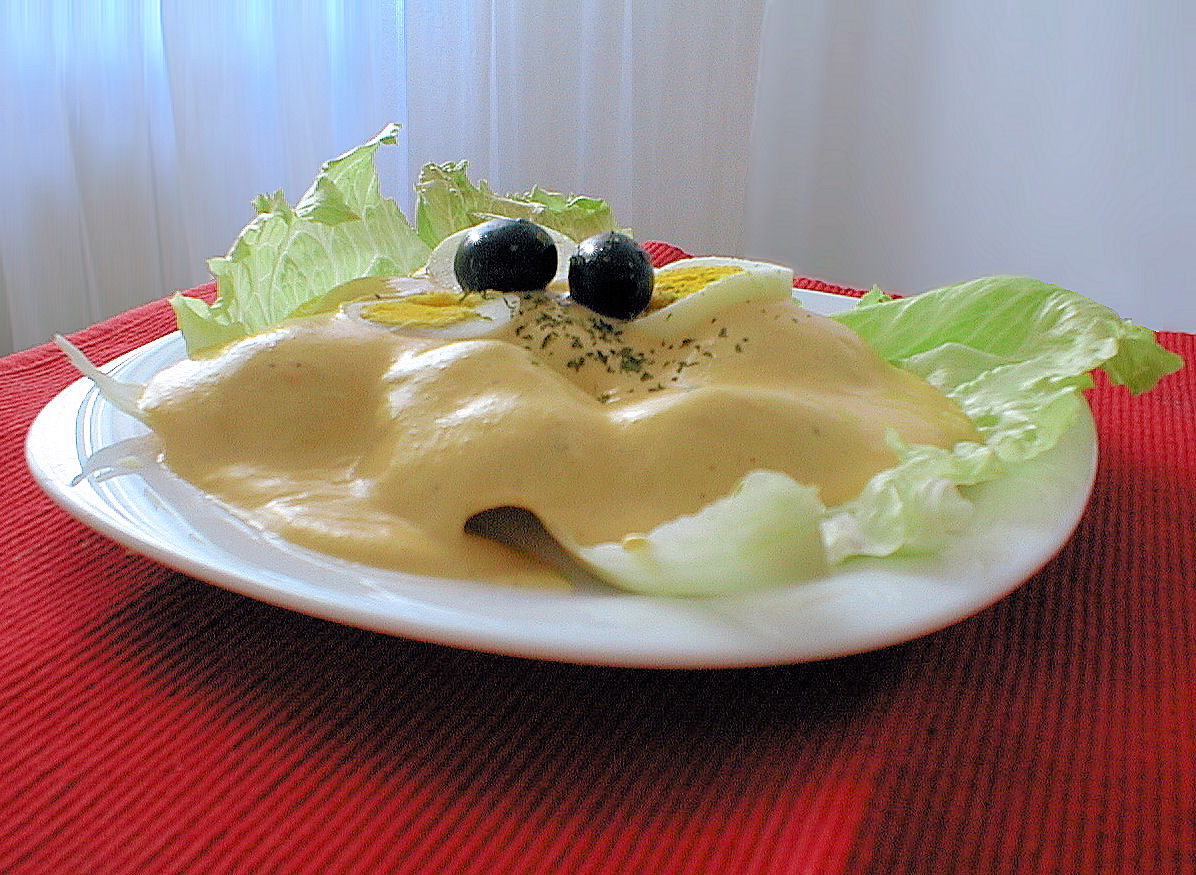
Papas a la huancaína.

La elaboración consiste en la preparación de una salsa cuya base es queso fresco y ají amarillo. Se agrega leche evaporada y aceite para formar la consistencia semilíquida que requiere.
Se sirve sobre rodajas de papas cocidas, que a su vez reposan sobre una hoja de lechuga. Para su presentación se le agrega huevo duro en rodajas y aceitunas negras de botija.

### Costumbres culinarias

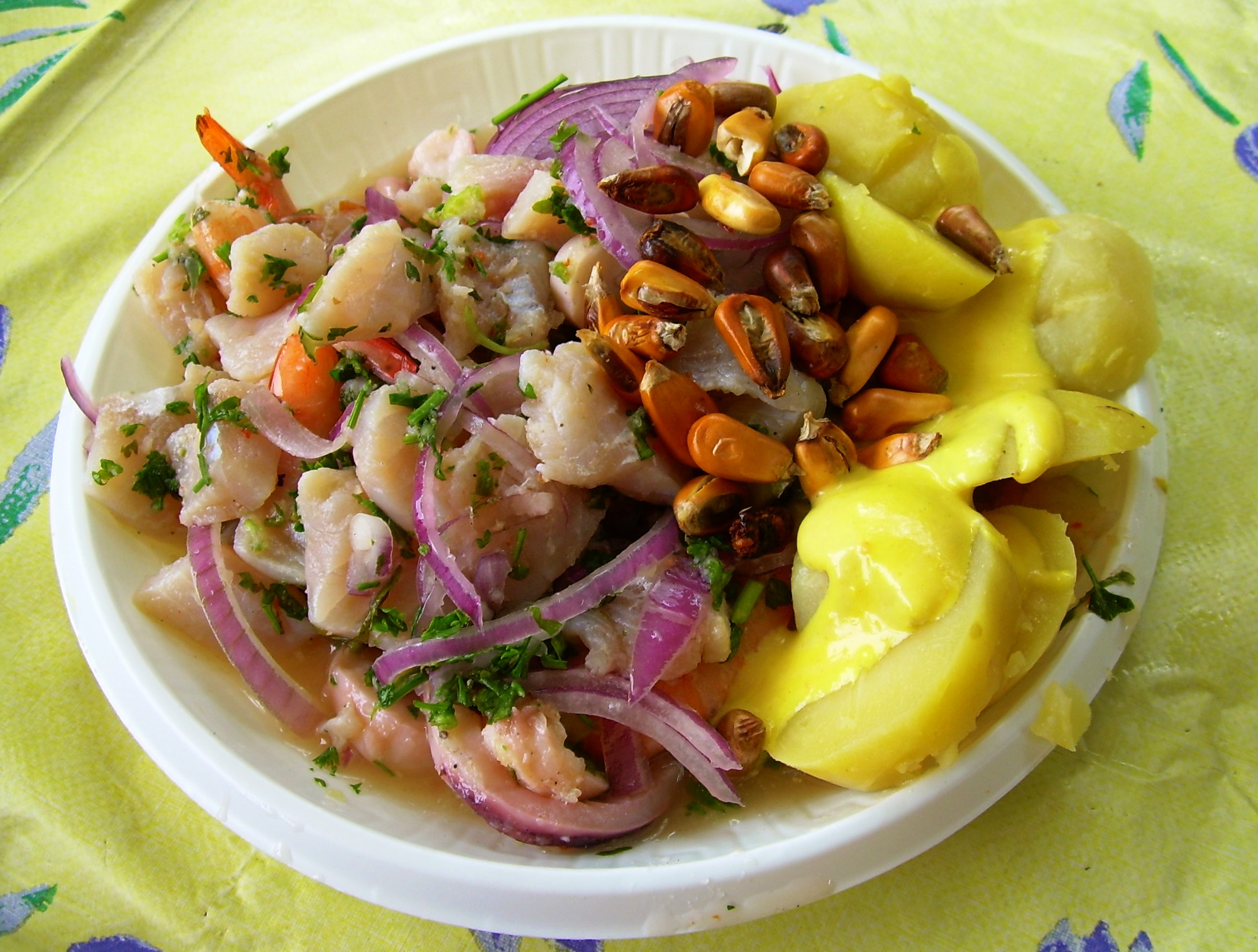
Ceviche con papa a la huancaína.

- La crema de la papa a la huancaína, o salsa huancaína, puede servir como base a otros platos de fondo, como salsa para tallarines, como acompañante de platos de arroz (como el arroz con pollo), para servir sobre una causa limeña,[4] o para añadir como salsa a ingredientes cocidos, como choclos o huevos cocidos.[5]
- En muchas ciudades costeras se suele servir como acompañante de tallarines rojos o con ceviche.
- Se puede realizar una variante con la papa prensada sazonada con ají y limón se hacen bolitas y se decora con la salsa.[4] Esto es tradicional en la costa norte, especialmente en Chiclayo.

## En Bolivia
La papa a la huancaína también es un plato consumido en  Bolivia especialmente en el departamento de La Paz, con la diferencia que se lo prepara con maní tostado en lugar de leche, galletas y queso, se prepara tradicionalmente durante la Semana Santa.